# Хойгер Апфел
Хойгер Апфел (на немски: Holger Apfel) е германски политик, председател на NPD (от 13 ноември 2011 г.).

## Биография
Хойгер Апфел е роден на 29 декември 1970 г. в град Хилдесхайм, провинция Долна Саксония, Западна Германия.
През 1988 г. взима активно участие в младежката организация на NPD, в периода от 1993 до 1999 г. е неин лидер. От 2000 до 2009 г. е главен редактор на партийния вестник „Немски глас“. На 13 ноември 2011 г. е избран за председател на NPD.
|  | Тази страница частично или изцяло представлява превод на страницата „Апфель, Хойгер“ в Уикипедия на руски. Оригиналният текст, както и този превод, са защитени от Лиценза „Криейтив Комънс – Признание – Споделяне на споделеното“, а за съдържание, създадено преди юни 2009 година – от Лиценза за свободна документация на ГНУ. Прегледайте историята на редакциите на оригиналната страница, както и на преводната страница, за да видите списъка на съавторите. ВАЖНО: Този шаблон се отнася единствено до авторските права върху съдържанието на статията. Добавянето му не отменя изискването да се посочват конкретни източници на твърденията, които да бъдат благонадеждни. |